# يرون فيرهوفين
يروين فيرهوفن (ناردين, هولندا، 30 أبريل 1980) هو  حارس مرمى. 

## روابط خارجية
- يرون فيرهوفين على موقع قاعدة بيانات كرة القدم.إي يو (الإنجليزية)
- يرون فيرهوفين على موقع عالم كرة القدم.نت (الإنجليزية)